# Gaston Bart-Williams
Gaston Bart-Williams (* 3. März 1938 in Freetown, Sierra Leone; † 28. August 1990 ebenda) war ein exilierter Oppositioneller, Journalist, Regisseur, Schriftsteller und Künstler aus Sierra Leone. Er ist der Vater des Musikers Patrice Bart-Williams und Mallence Bart-Williams, Gründerin des Kreativkollektivs FOLORUNSHO in Freetown. 

## Leben
Poesie und Prosa von Gaston Bart-Williams sind in Sierra Leone und Europa bekannt. Mit Michael Buthe und Wolf Vostell bildete er eine Art Künstlerzirkel. In seinem Haus hingen Bilder von beiden, es gab einen Film von Bart-Williams mit Michael Buthe und anderen Künstlern und Gedichte von Bart Williams zu Bildern von Vostell.
Gedichte von Bart-Williams inspirierten seinen Sohn Patrice Bart-Williams, der sie in Teilen, wie in You always you, in seine Songtexte aufnahm. Seinen Sohn Patrice Bart-Williams benannte er nach Patrice Lumumba, dem ersten Präsidenten der Demokratischen Republik Kongo.
Bart Williams drehte mit Erfolg Filme über Beziehungen zwischen Afrika und Europa, so über europäische Künstler, die bestimmten Aspekten afrikanischer Kulturen nahestehen (Susanne Wenger, Michael Buthe, Wolf Vostell, Volker A. Hamann). Der WDR produzierte 1972 unter der Regie von Heinz von Cramer sein Hörspiel Die Droge, in dem es neben „wirklichen Drogen“ um „weitere Drogen“ geht, wie eben die Neuen Medien.
Gaston Bart-Williams kam bei einem Bootsunglück vor der Küste Westafrikas ums Leben.

## Veröffentlichungen
- 1972 Die Droge, WDR (Hörspiel)
- In Praise of Madness / Zum Ruhm des Wahnsinns, Hrsg. Afrika Forum e.V. (Hörspiel und Buch mit Illustrationen von Inge Jung)
- Uhuru (Hörspiel)
- Afrikanische Wurzeln, Dreiteilige Reihe, ZDF: 1. Teil: Das Niltal - Quelle der Kulturen, 19. Mai 1991 (Wh.), 2. Teil: Der Niger und Westafrika, 26. Mai 1991 (Wh.), 3. Teil (Keine Quelle)